# Río Palancia
El río Palancia (en valenciano riu Palància) es un río costero del este de la península ibérica que discurre por la Comunidad Valenciana (España).

## Geografía
Nace en el paraje denominado el «estrecho del collao del cascajar» (sierra de El Toro), en el término municipal de El Toro (provincia de Castellón), y desemboca entre los términos municipales de Sagunto y Canet de Berenguer (provincia de Valencia), tras 90 km de recorrido.
La superficie de la cuenca es de 976 km² y el caudal medio de 1,5 m³/s en la localidad de Viver. En la cuenca afloran materiales mesozoicos y cenozoicos compuestos por calizas, areniscas, arcillas, margas y yesos, lo que le confiere un paisaje variado y una rica biodiversidad. Debido a su alto valor ecológico, la cabecera del río Palancia fue recogida en el Inventario de riberas, márgenes y otros espacios hídricos de interés de la Confederación Hidrográfica del Júcar (1988), como espacio natural a proteger.
El curso alto del río mantiene una agua de gran pureza hasta la localidad de Bejís, pero a partir de esta localidad, los vertidos urbanos de diversas poblaciones como Teresa, Viver o Jérica empobrecen la calidad de las aguas.
Este curso de agua se encuentra muy aprovechado para el riego de campos de labor, hasta el punto que al pasar la localidad de Sot de Ferrer y debido a la toma de agua de la acequia Mayor de Sagunto hace que el cauce quede prácticamente seco, por lo tanto, este hecho provoca que al pasar por Sagunto sea un río seco, hecho que aprovechó dicha localidad, que actualmente utiliza sus riberas como parques y tiene diversas rutas y senderos que circulan por ella y en la que pasean y entrenan sus habitantes.

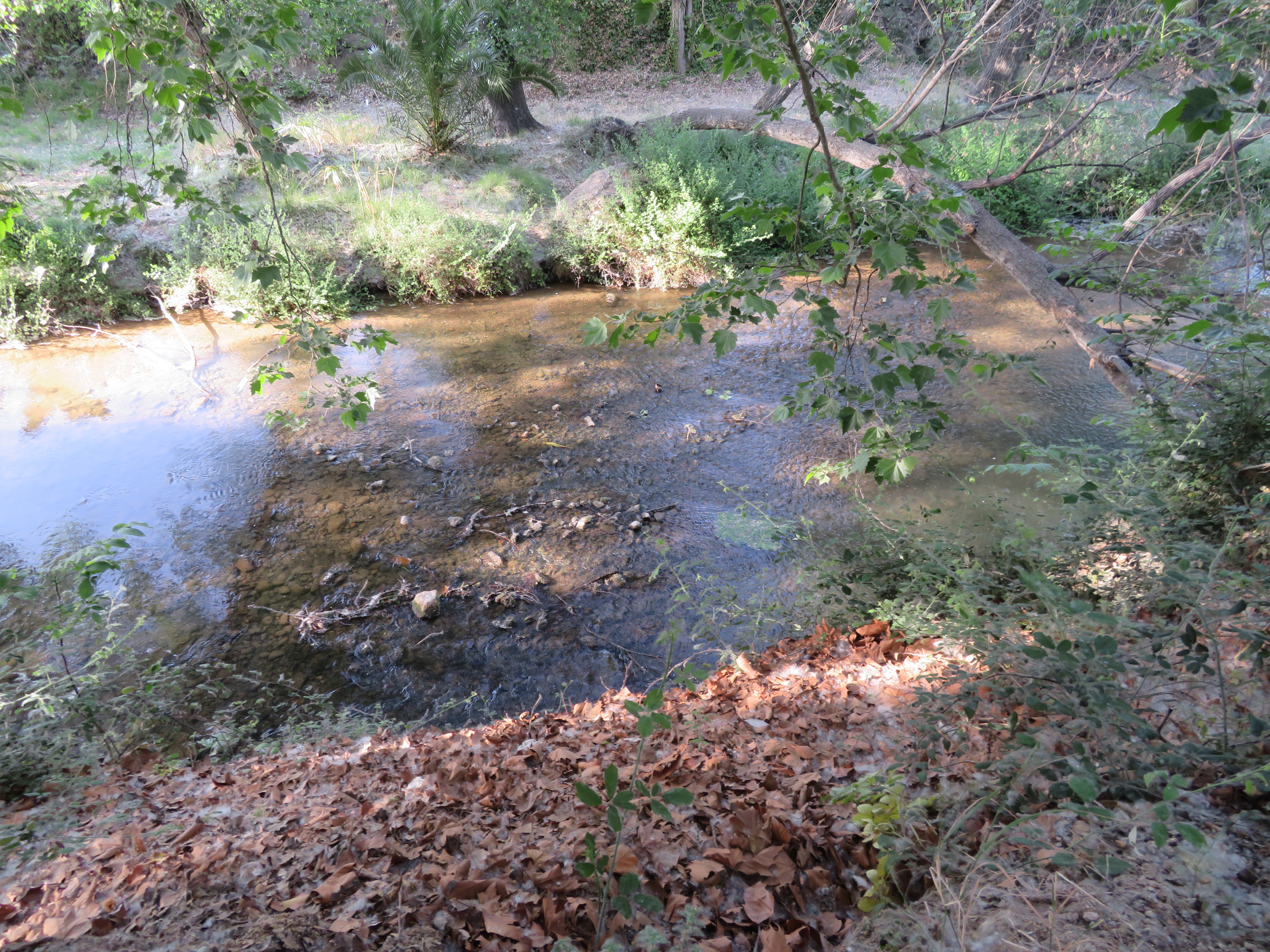
El río Palancia a su paso por Segorbe.

En cuanto a su nombre, estaría formado por las palabras indoeuropeas "Pal(l)" -("Val(l)")-, laguna, río o valle, y "antia" -(= "ancia"), ancha/o; es decir, "laguna, río o valle, ancha/o". 

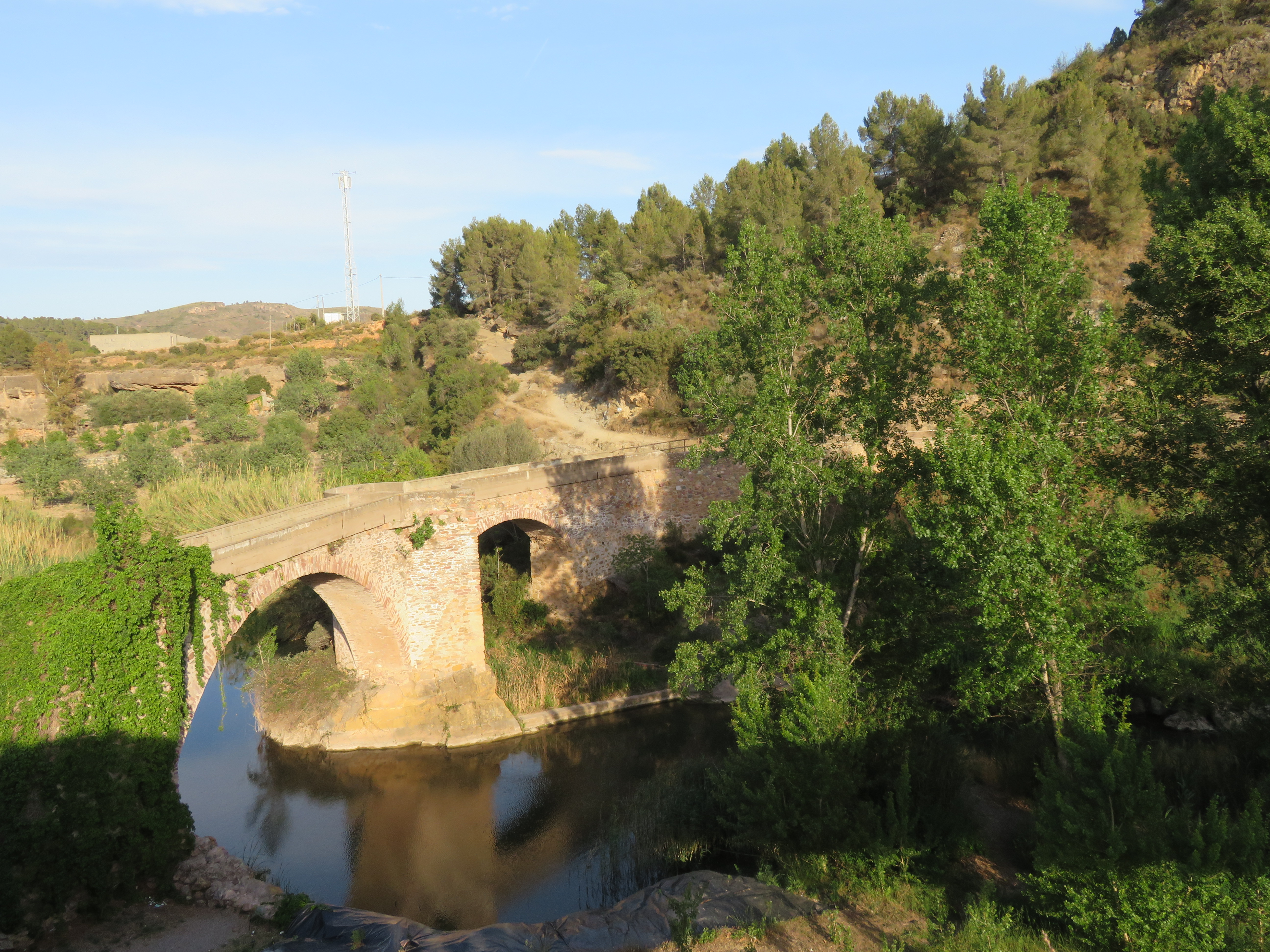
Puente sobre el río Palancia. Puente viejo de Sot de Ferrer.

### Embalses y presas
- Pantano del Regajo, de 6,6 hm³.
- Presa de Algar, de 6,29 hm³.

La presa de Algar se hizo tristemente famosa debido a que en el episodio de gota fría de octubre de 2000 todavía no tenía instaladas las compuertas lo que llevó a pensar en una posible afección a su estructura además de impedirle cumplir su misión principal que es la laminación de las avenidas.

## Historiografía del cauce

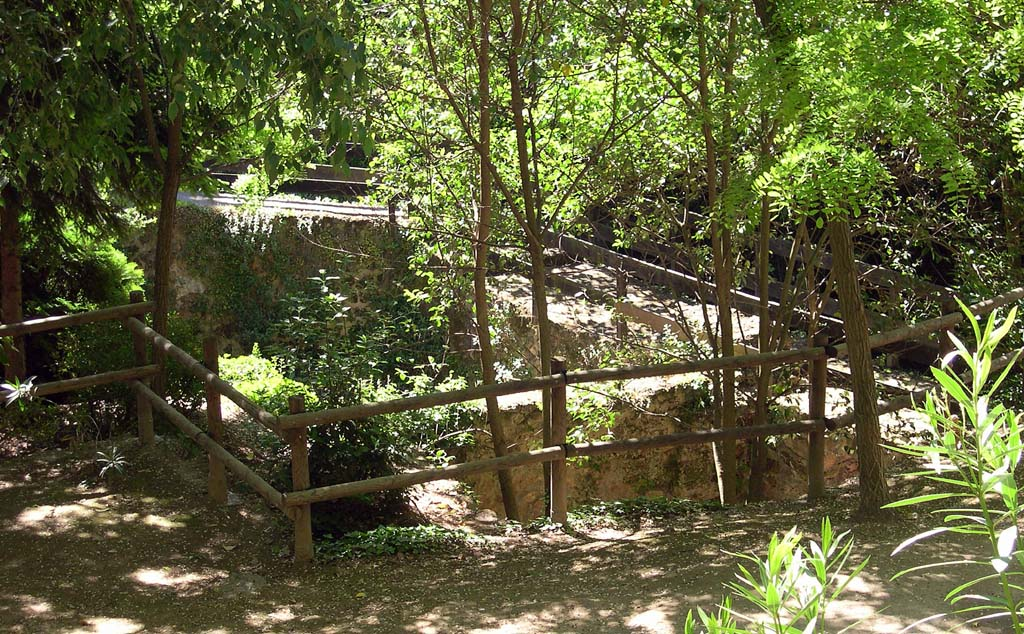
Viver - Vivarium.

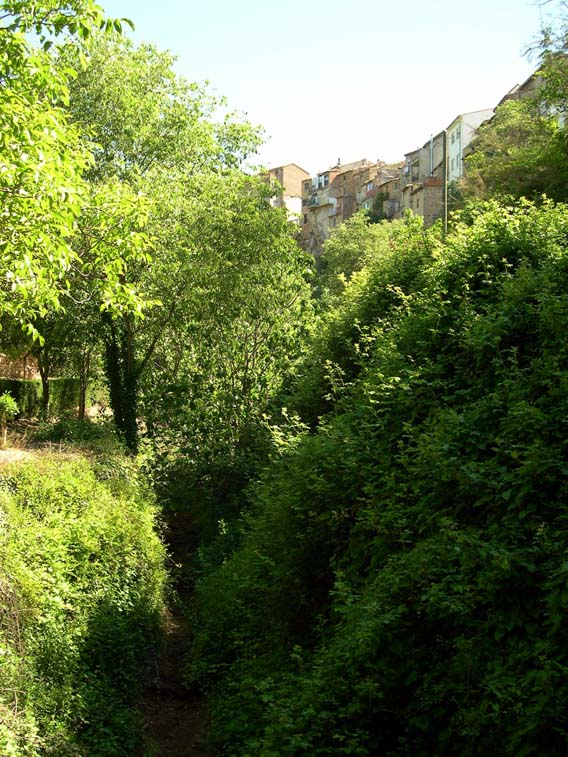
Viver - Parque de La Floresta - nacimiento del Barranco Hurón.

Nicolau Primitiu en su trabajo sobre los ibero-sicanos cita la existencia en la población de Viver de un pequeño pantano llamado de La Floresta, que atravesaba la población y continuaba por el barranco Hurón, de donde salía un viejo acueducto.
Esta infraestructura, que tuvo posiblemente como objetivo el aprovisionamiento de agua potable a Sagunto, favoreció la instalación en ese lugar sobre 200 a. C. de un vivarium (nombre del que se deriva el actual de Viver), o vivero de peces. En esa época esos viveros tenían un utilidad múltiple ya que actuaban como filtros naturales (los barbos y anguilas se alimentan de larvas y algas), proveían de pescado fresco, y aportaban la materia prima con la que se obtenía el garum, concentrado de pescado, producto muy apreciado que formaba parte de la dieta habitual de los romanos, de fácil conservación y con propiedades nutritivas, digestivas, y curativas de úlceras e infecciones cutáneas.
Se trascribe un texto de Nicolau Primitiu, basado en leyendas y consejas, pero de gran significado:

Un rey de Sagunto, viendo sus campos agostados por la sed, ofreció a su hija, hermosísima, como todas las princesas de leyenda, al que le llevase agua a su ciudad. Se ofrecieron dos pretendientes, uno viejo y otro joven: aquel se dirigió a Chelva y éste a Viver, y, a pesar de ser éste el trayecto más corto, venció el viejo; pero la princesa, desesperada al verse con tal esposo, se arrojó de lo alto de una torre del castillo.
 
(...) que existe un fondo de verdad en la mitología es indudable, y en este caso quedan presentes los restos de los acueductos que alguien mandó hacer, posiblemente un rey de Saguntum, como dice la leyenda. Esta ciudad siempre ha sentido la necesidad de agua y ha tenido contiendas con los pueblos superiores; y aún es posible que el conflicto que dio lugar a la intervención de Aníbal a favor de los Turboletas (iberos que habitaban la Sierra de Albarracín) y causó la destrucción de Saguntum, se originara en una cuestión de aguas y riegos.

Con toda probabilidad sería más factible en otra época llevar encauzada agua potable a Sagunto desde algún afluente caudaloso del río Turia cercano a Chelva, atravesando la comarca del Campo de Turia, desviándola hacia Moncada, y de allí a Sagunto por el cauce conocido como acequia de los Diablos, que no bordear desde Viver con acueductos la sierra de Espadán por el cauce natural del río Palancia, de difícil orografía y casi siempre seco en su parte baja. Actualmente Sagunto se provee de agua doméstica proveniente del río Júcar al igual que la ciudad de Valencia. En otras épocas también pudo proveerse de la almacenada en el pantano del Regajo y en la presa de Algar, y que en Sot de Ferrer se encauzada por la acequia Mayor hasta su término.
Aparece descrito en el duodécimo volumen del Diccionario geográfico-estadístico-histórico de España y sus posesiones de Ultramar de Pascual Madoz con las siguientes palabras:

PALANCIA: r. de la prov. de Castellon de la Plana, que nace en los montes de Peñaescabia, térm. de Bejis, part. jud. de Vivel. Dichos montes cortados á pico por centenares de varas, dejan una garganta que luego se ensancha por espacio de unas 1,000 varas; estréchase nuevamente, y á 1/2 leg. de un molino, en un sitio fragoso, está la rambla Seca, y el nacimiento del r., brotando el agua por las grietas de las peñas. Corre hasta Bejis por espacio de 1 1/2 leg., en direccion de NO. á SE., recibiendo por ambas partes copiosas fuentes; auméntase en Bejis con el r. Canales, que le entra por la der., y alli tuerce hácia el E., continuando 1 1/2 leg. con la misma direccion por las cercanias de Teresa, Vivel, y Jérica, que quedan á su izq.: va recibiendo las abundantes aguas de estos pueblos, y poco despues por la misma izq. la rambla de Pilares y la fuente medicinal de Navajas. Desde Jérica declina al SE. y corre por espacio de 4 leg., dejando á la der. los pueblos de Navajas, Altura, Segorbe, Geldo, Villatorcas y Loneja; y á la izq. Peñalba, Castelnovo y Sot de Ferrer; recibe en este espacio por su der. las fuentes de Navajas, y la copiosa de la Esperanza; y por su izq. el riach. que baja de Almonacid, que le entra mas allá de Segorbe. Abandona entonces la prov. de Castellon para introducirse en la de Valencia, por la que corre unas 5 leg., quedando á la der. Algar, Algimia, Torrestorres, Alfara, Estivella, Gilet y Murviedro, y á la izq. Albalat de Segart, Petres y Canet, introduciéndose luego en el Mediterráneo, á poca dist. del Grao de Murviedro. Es de curso perenne, y la cantidad de aguas que lleva ordinariamente se calcula en unas 12 hiladas; sin embargo, en el estío suele escasear algun tanto, asi como en tiempos de lluvias causa notables daños con sus fuertes avenidas. Presta grandes beneficios á la agricultura, regándose con sus corrientes las frondosas y fértiles huertas de sus riberas, pobladas todas de ácidos y muchísimos árboles frutales: da impulso á 46 molinos harineros, 10 batanes ó fab. de papel, 5 fáb. de aceite y 3 martinetes; cria muy buenas y abundantes truchas hasta el pueblo de Teresa, y en el térm. de Jérica le cruza un puente de sillares de 2 ojos, que da paso á la carretera de Valencia á Aragon.
(Madoz, 1849, p. 529)